# Harbin Z-9
Harbin Z-9 — китайский многоцелевой вертолёт. Является лицензионной копией французского вертолёта Aérospatiale Dauphin. Поступил на вооружение НОАК в 1998 году. Модификация Z-9W (WZ-9) стала первым противотанковым вертолётом, построенным в Китае.
В 2008—2011 гг. на экспорт было поставлено 4 Z-9 на сумму $30 млн. На период 2012—2015 гг. портфель заказов составляет 43 вертолёта стоимостью $473,8 млн.

## Описание конструкции
Вертолёт на 59 % состоит из композитных материалов и на 28 % — из алюминиевых сплавов.
Z-9 вооружен двумя 23-мм пушками Type-1. На внешней подвеске способен нести восемь противотанковых ракет HJ-8Е (дальность стрельбы до 3 км) или два контейнера с пусковыми установками 57-мм или 90-мм НУР, или два контейнера с 12,7-мм пулемётами. Начиная с 2000 года вертолет способен нести две управляемые ракеты TY-90 класса «воздух-воздух».
Вертолёт может перевозить десять полностью экипированных десантников.

## Модификации
- Z-9 — мелкоузловая сборка французского вертолёта Aérospatiale AS.365N1 (собрано 28 вертолёто-комплектов)[1]
- Z-9А — мелкоузловая сборка французского вертолёта Aérospatiale AS.365N2 (собрано 22 вертолёто-комплектов)[1]
- Z-9А-100 — прототип с китайскими двигателями WZ8A. Первый полет совершил 16 января 1992 года.
- Z-9В — базовая многоцелевая модификация, основанная на Z-9А-100
- Z-9С — лицензионная копия Eurocopter AS.565 Panther для ВМС Китая
- Z-9D — морская версия, вооружённая противокорабельными ракетами Hongdu TL-10 (дальность стрельбы 15 км, боеголовка 30 кг)[6]
- Z-9EC — противолодочный вертолёт для ВМС Пакистана (вертолёты базируются на фрегатах класса F-22P «Зульфикар»[7][8]). Оснащен двумя двигателями «Арриэль 2C». Оборудован погружаемой гидроакустической системой, поисковой РЛС и вооружен торпедами для борьбы с подводными лодками. Кроме того, вертолёт может использоваться для проведения поисково-спасательных операций на море.
- Z-9W (WZ-9) — ударная модификация, вооружённая ПТУР HJ-8E. Экспортная версии предлагается под названием Z-9G.
- Z-9WA — модернизированная версия Z-9W, оснащенная бортовой ИК-системой и улучшенной авионикой[9]
- Z-19 — ударный вертолёт на основе Z-9WA, отличается от исходной версии тандемной кабиной. Силовая установка, роторная система и хвостовая часть Z-9WA сохранены[10].
- H410A — многоцелевой вертолёт, оснащенный двигателями WZ8C мощностью 635 кВт каждый. Совершил первый полет в сентябре 2001 года.
- H425 — модернизированная версия H410A

## Тактико-технические характеристики
Приведенные характеристики соответствуют модификации Harbin Z-9W (WZ-9).
Источник данных: 

Технические характеристики
- Экипаж: 2 (пилот и оператор вооружения)
- Пассажировместимость: 10 десантников
- Длина: 14,46 м
- Длина фюзеляжа:
- Диаметр несущего винта: 12,0 м
- Диаметр рулевого винта: 1,1 м
- Размах крыла:
- Максимальная ширина фюзеляжа:
- Высота: 3,47 м
- Площадь, ометаемая несущим винтом:
- База шасси:
- Колея шасси:
- Масса пустого: 2050 кг
- Нормальная взлётная масса: 4060 кг
- Максимальная взлётная масса: 4100 кг
- Масса топлива во внутренних баках: 1135 л
- Силовая установка: 2 × турбовальных Zhuzhou Aeroengine Factory WZ-8A
- Мощность двигателей: 2 × 848 л. с. (2 × 632 кВт (взлётная))

Лётные характеристики
- Максимальная скорость: 305 км/ч
- Крейсерская скорость: 260 км/ч
- Боевой радиус: 400 км
- Практическая дальность: 1000 км
- Продолжительность полёта:
- Статический потолок: 6000 м 
  - с использованием эффекта земли:
  - без использования эффекта земли: 2600 м
- Скороподъёмность: 7 м/с
- Максимальная эксплуатационная перегрузка:

Вооружение
- Стрелково-пушечное: 2 × 23-мм Type 23-1
- Точки подвески: 4
- Управляемые ракеты:  
  - ракеты «воздух-земля»: 8 × ПТУР HJ-8E
  - ракеты «воздух-воздух»: 2 × TY-90
- Неуправляемые ракеты: 2 x блока калибра 57-мм или 90-мм

## На вооружении

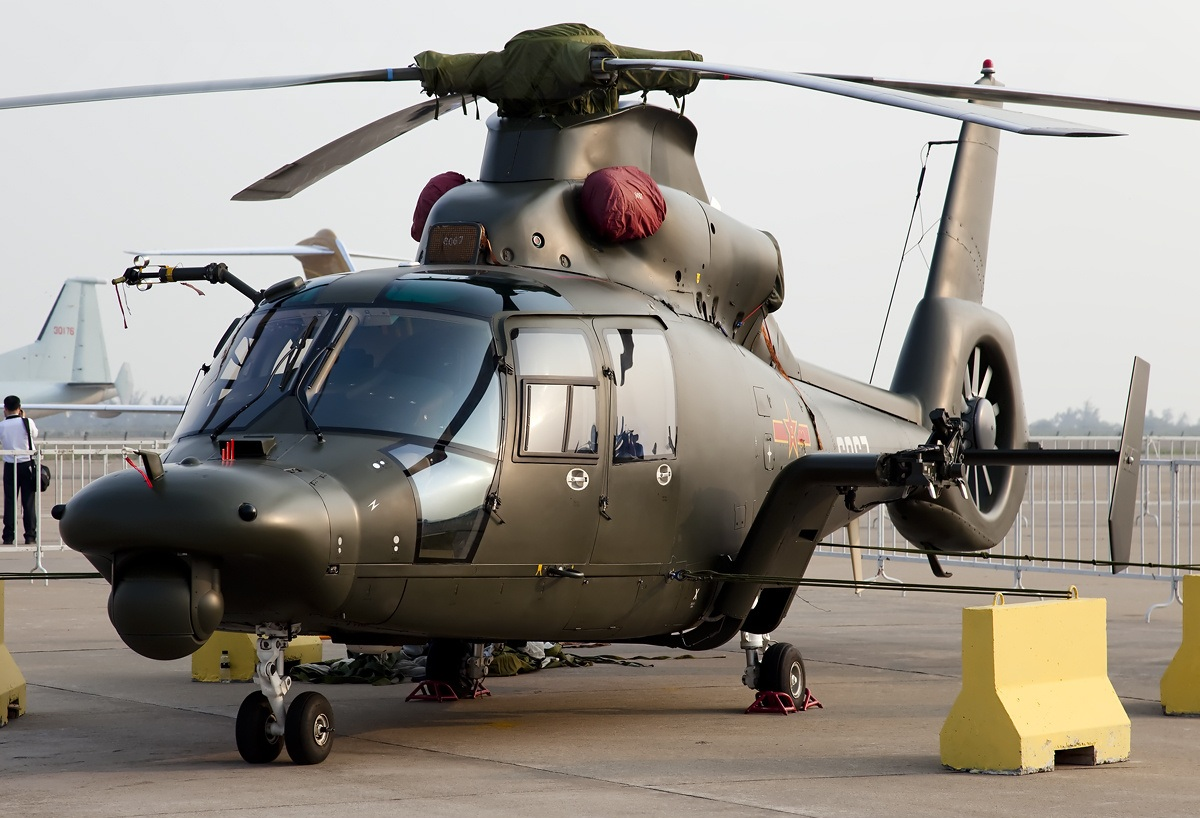
Harbin Z-9WA китайской армии, 2012 г.

- Гана — 4 Z-9EH, по состоянию на 2016 год[11]
- Китай:
  - Сухопутные войска КНР — 21 Z-9A, 31 Z-9W, 10 Z-9WA и 193 Z-9WZ, по состоянию на 2016 год[12]
  - Военно-морские силы КНР — 25 Z-9C, по состоянию на 2016 год[13]
  - ВВС КНР — 20 Z-9 и 12 Z-9WZ, по состоянию на 2016 год[14]
- Боливия — в 2011 году заказано 6 H-425 для Сухопутных войск Боливии на общую сумму $135,2 млн. Стоимость одного вертолёта составляет $9,8 млн или $58,8 млн за шесть единиц[3]. Запасные части и агрегаты, обучение пилотов и другие издержки увеличивают сумму до $104,49 млн.
- Кабо-Верде
- Камбоджа — 11 Z-9, по состоянию на 2016 год[15]
- Камерун — 3 Z-9, по состоянию на 2016 год[16]
- Кения — 3 Z-9W по состоянию на 2021 год[17]
- Пакистан — 7 Z-9C, по состоянию на 2016 год[18]
- Замбия — 6 Z-9, по состоянию на 2012 год[19]
- Лаос — 4 Z-9А, по состоянию на 2016 год[20]
- Мавритания — 2 Z-9, по состоянию на 2016 год[21]
- Мали — 1 Z-9 на хранении, по состоянию на 2016 год[22]